# Ich heirate eine Familie
Ich heirate eine Familie (Je me marie avec une famille en français) est une série télévisée allemande de la ZDF, créée entre 1983 et 1986. 14 épisodes ont été produits, dont trois longs épisodes ; ceux-ci ont été aussi diffusés en plusieurs parties : il existe une autre version en 17 épisodes.

## Synopsis
Angelika „Angi“ Graf est divorcée et vit à Berlin-Ouest avec ses trois enfants, Tanja, Markus et Tom. Elle travaille avec une amie dans une boutique de mode pour enfants. Lors d'une fête organisée par ses amis Sybille „Bille“ et Alfons Vonhoff, elle fait la connaissance de Werner Schumann, publicitaire natif de Vienne. Pendant leurs rendez-vous, elle lui cache l'existence de ses enfants. Quand il l'apprend, il décide néanmoins de se marier et de vivre avec eux dans sa grande maison. Plus tard, Angelika et Werner auront une fille, Francisca.

## Fiche technique
- Titre original : Ich heirate eine Familie
- Réalisation : Peter Weck
- Scénario : Curth Flatow (de)
- Musique : Alain Goraguer
- Pays d'origine :  Allemagne
- Sociétés de production : Novafilm Fernsehproduktion, ZDF, ORF
- Genre : Comédie familiale.

## Distribution
| Acteur                   | Rôle                          | Caractéristiques               | Épisode d'apparition | Épisode de retrait | Année     |
| Peter Weck               | Werner Schumann               |                                | 1                    | 14                 | 1983–1986 |
| Thekla Carola Wied (de)  | Angelika „Angi“ Graf/Schumann |                                | 1                    | 14                 | 1983–1986 |
| Julia Biedermann         | Tanja Graf                    | Fille d'Angelika               | 1                    | 14                 | 1983–1986 |
| Timmo Niesner (de)       | Markus Graf                   | Fils d'Angelika                | 1                    | 14                 | 1983–1986 |
| Tarek Helmy (de)         | Tom Graf                      | Fils d'Angelika                | 1                    | 14                 | 1983–1986 |
| Pat Poddig/Frauke Tholen | Franziska Schumann            | Fille d'Angelika et Werner     | 5                    | 14                 | 1983–1986 |
| Maria Sebaldt            | Sybille „Bille“ Vonhoff       | Amie d'Angelika                | 1                    | 14                 | 1983–1986 |
| Herbert Bötticher        | Alfons Vonhoff                | Mari de Sybille                | 1                    | 14                 | 1983–1986 |
| Herbert Herrmann         | Wolfgang Frank                | Ami de Werner                  | 1                    | 14                 | 1983–1986 |
| Bruni Löbel              | Madame Rabe/Poppe             | Gouvernante                    | 1                    | 14                 | 1983–1986 |
| Gabi Heinecke            | Doris Niemayer/Wagner         | Assistante de Werner           | 1                    | 14                 | 1983–1986 |
| Ute Christensen          | Martina Hambach/Frank         | Assistante de Werner           | 4                    | 14                 | 1983–1986 |
| Heinz Baumann            | Bernie Graf                   | Ex-époux d'Angelika            | 1                    | 14                 | 1983–1986 |
| Hans Holt                | Oncle Rudolf                  | Oncle de Werner                | 4                    | 14                 | 1983–1986 |
| Helli Servi              | Josefa                        | Femme de ménage d'oncle Rudolf | 4                    | 14                 | 1983–1986 |

## Épisodes
| Épisode | Saison | Date de première diffusion | Durée       | Titre                      |
| ------- | ------ | -------------------------- | ----------- | -------------------------- |
| 1       | 1      | 3 novembre 1983            | 90 minutes  | 1 + 1 = 5                  |
| 2       | 1      | 5 novembre 1983            | 45 minutes  | Der Alltag beginnt         |
| 3       | 1      | 6 novembre 1983            | 45 minutes  | Kinderkrankheiten          |
| 4       | 1      | 7 novembre 1983            | 45 minutes  | Die Kinder sind unterwegs  |
| 5       | 2      | 4 décembre 1984            | 105 minutes | Familienzuwachs            |
| 6       | 2      | 5 décembre 1984            | 45 minutes  | Der blaue Brief            |
| 7       | 2      | 8 décembre 1984            | 45 minutes  | Der Freund                 |
| 8       | 2      | 9 décembre 1984            | 45 minutes  | Der 50 Geburtstag          |
| 9       | 3      | 19 décembre 1985           | 90 minutes  | Schumanns Winterreise      |
| 10      | 4      | 4 décembre 1986            | 45 minutes  | Überraschungen             |
| 11      | 4      | 7 décembre 1986            | 45 minutes  | Heimlichkeiten             |
| 12      | 4      | 13 décembre 1986           | 45 minutes  | Krach im Haus              |
| 13      | 4      | 21 décembre 1986           | 45 minutes  | Neuigkeiten                |
| 14      | 4      | 27 décembre 1986           | 45 minutes  | Angi muss sich entscheiden |

## Autour de la série
La série est une comédie familiale classique. Elle s'appuie sur l'humour et l'ironie des dialogues et fournit quelques situations comiques. En particulier, la représentation du "charme viennois" bourru de Werner est un pilier de l'intrigue de la série.
L'idéalisation du "bonheur familial" est au centre de la série, même s'il s'agit d'une famille recomposée. Lors de chaque épisode, Werner se rend compte qu'après de nombreuses années, il n'est arrivé à rien de mieux que d'épouser une famille. Les personnages de Billie et Alfonso, sans enfants, servent de contraste : elle dépense l'argent de son mari, lui a des aventures ; ils se disputent souvent et ne sont pas satisfaits.
Le scénario de Flatow s'appuie sur son expérience personnelle.
Le rôle de Werner Schumann devait revenir à Harald Juhnke (de). Mais celui-ci a dû refuser pour soigner un problème d'alcoolisme. Peter Weck a donc accepté de le reprendre, en plus de la réalisation qu'il avait déjà acceptée.

## Source, notes et références
- (de) Cet article est partiellement ou en totalité issu de l’article de Wikipédia en allemand intitulé « Ich heirate eine Familie » (voir la liste des auteurs).

- « Ich heirate eine Familie » (présentation de l'œuvre), sur l'Internet Movie Database.